# Генічеськ — Асканія-Нова
Генічеськ – Асканія-Нова — запланований до спорудження газопровід на півдні України, який мав стабілізувати постачання міста Генічеськ та дозволити збільшити видобуток зі Стрілкового газового родовища.
Протягом кількох десятиріч Генічеськ отримує блакитне паливо від родовища Стрілкове, що розташоване за 44 км на південь на Арабатській стрілці та у прилягаючій акваторії Азовського моря. Останнє за допомогою трубопроводу Стрілкове – Джанкой також сполучене із газопроводом Херсон – Крим, який є частиною інтегрованої газотранспортної системи України. У випадку проблем з видобутком на Стрілковому трубопровід Стрілкове — Джанкой реверсували, забезпечуючи таким чином передачу необхідного ресурсу у Генічеськ. 
Після анексії Криму Росією напрямок Стрілкове – Джанкой вийшов з експлуатації, що створювало значні ризики для газопостачання Генічеська. Так, взимку 2015 року припинилась подача газу із розташованої у Азовському морі платформи Стрілкового родовища, що створило у місті кризову ситуацію із опаленням. З іншої сторони, родовище має потенціал з видобутку до 20 млн м3 на рік, при цьому наразі режим його функціонування обмежений потребами лише Генічеська, який споживає біля 8 млн м³ газу.
В таких умовах виникли плани газопроводу «Асканія-Нова — Генічеськ» довжиною 93 км, який би створив нове з’єднання Генічеська та Стрілкового родовища із інтегрованою ГТС України. Він повинен бути споруджений у підземному виконанні із поліетиленових труб діаметром не більше 500 мм. Сполучення з ГТС відбуватиметься через прокладений у 1977 році відвід до Асканії-Нової від трубопроводу Херсон — Крим (довжина 47 км, діаметр 219 мм).
Хоча ще в 2017 року був підготований необхідний для початку робіт проект постанови Кабінету Міністрів, проте станом на середину 2021 року не відбулося жодного поступу через затягування із видачею природоохоронного погодження..